# Columbia Gorge Hotel
Das Columbia Gorge Hotel befindet sich in Hood River, Oregon, Vereinigte Staaten. Architekt war Morris H. Whitehouse, Bauherr Simon Benson. Es befindet sich in landschaftlich reizvoller Umgebung am Hochufer des Columbia River, im Garten befindet sich ein Wasserfall.
Das allein stehende Gebäude wurde 1921 im Stil Mission style erbaut. Zwischen 1925 und 1952 wechselten die Eigentümer mehrmals. Es hatte zunächst 48 Gasträume. 1952 erwarben die Neighbors of Woodcraft das Gebäude, die es als Altersheim betrieben. 1978 wurde es wieder verkauft und seitdem wieder als Hotel betrieben. 2009 war das Haus zeitweilig wegen einer bevorstehenden Zwangsversteigerung geschlossen, jedoch konnte rechtzeitig ein neuer Käufer gefunden werden (Kaufpreis um 4 Mio. US-Dollar). Zwischen 2009 und 2012 wurde das Hotel renoviert. Es bietet heute 40 Zimmer für bis zu 225 Gäste im gehobenen Segment sowie ein Restaurant (Simon’s) und eine Bar-Lounge.
Das Gebäude ist seit 1979 im National Register of Historic Places gelistet (Nr. 79003736).
Das Hotel ist eines der Historic Hotels of America der National Trust for Historic Preservation.
Hotelgäste waren unter anderem Burt Reynolds und Shirley Temple.

## Abbildungen

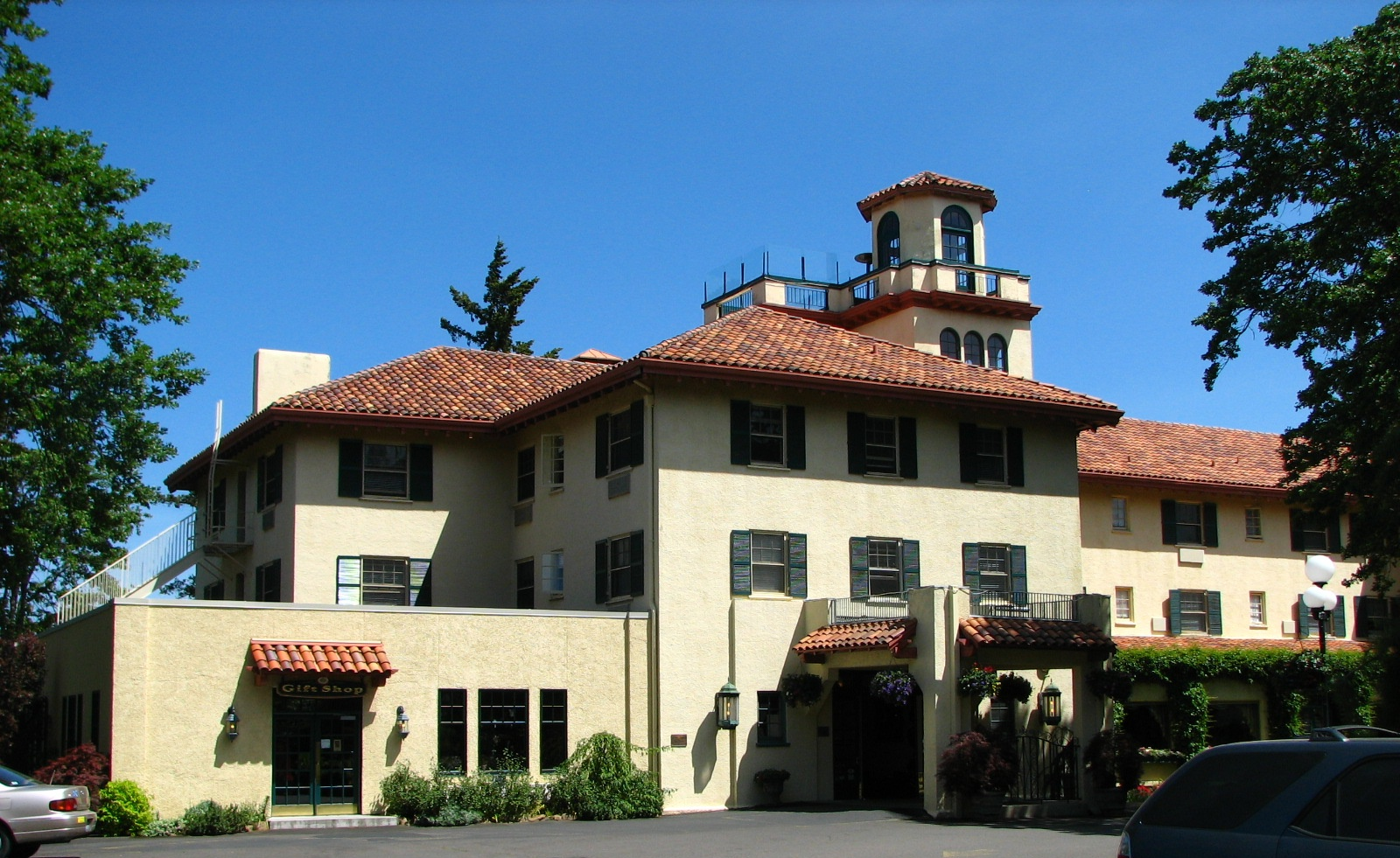
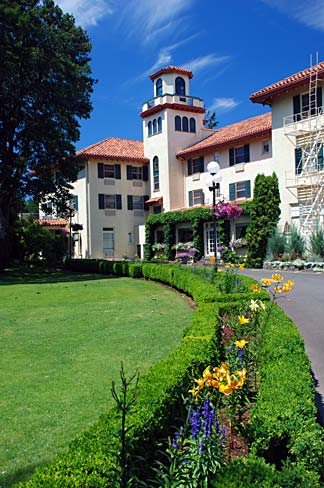
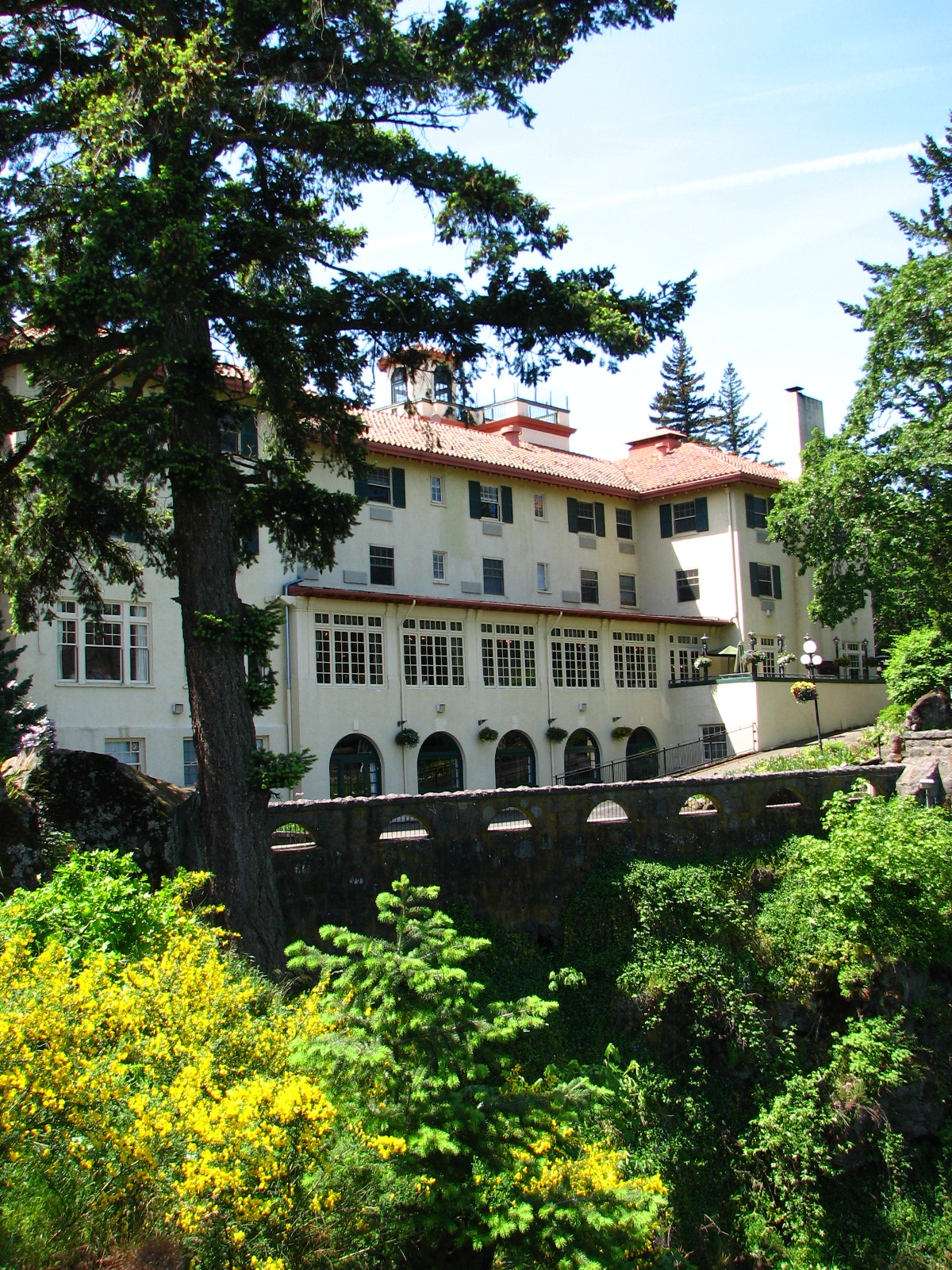
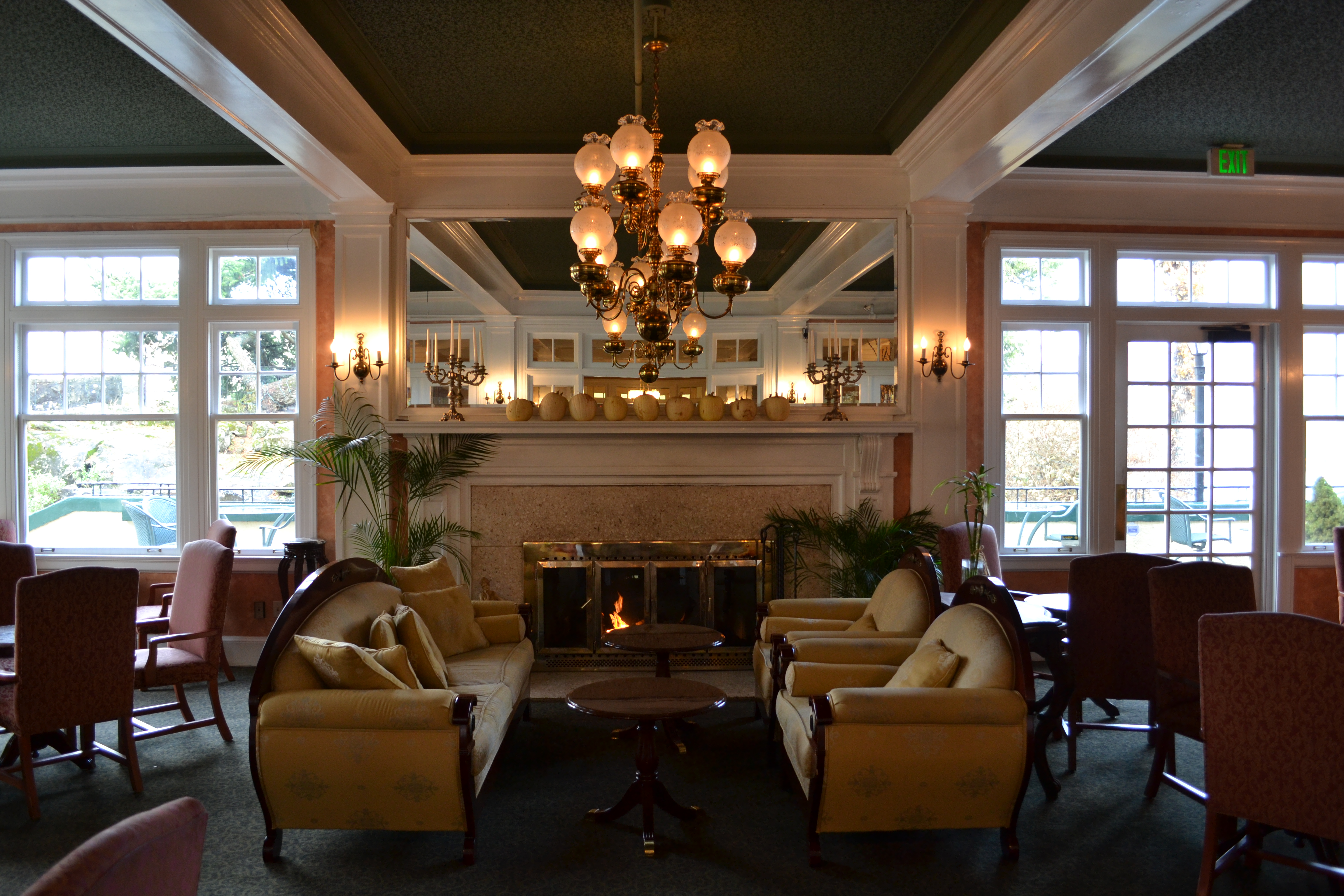
Hotellobby
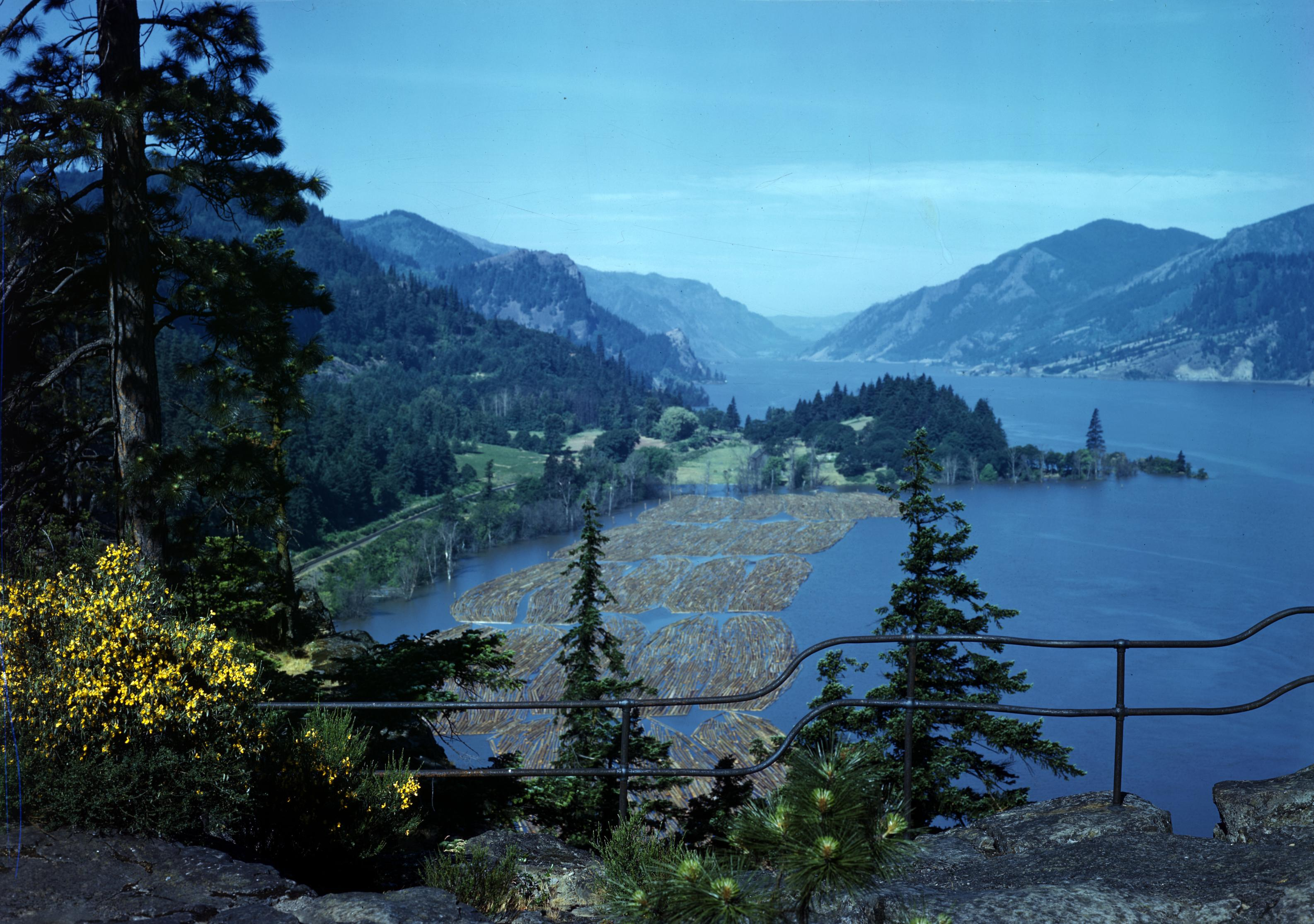
Aussicht